# Gårdsjön (Örkelljunga socken, Skåne, 625027-135160)
Gårdsjön är en sjö i Örkelljunga kommun i Skåne och ingår i Stensåns huvudavrinningsområde. Sjön är 2 meter djup, har en yta på 0,112 kvadratkilometer och är belägen 112,3 meter över havet.

## Delavrinningsområde
Gårdsjön ingår i det delavrinningsområde (624974-135108) som SMHI kallar för Utloppet av Gårdsjön. Medelhöjden är 120 meter över havet och ytan är 1,21 kvadratkilometer. Det finns inga avrinningsområden uppströms utan avrinningsområdet är högsta punkten. Vattendraget som avvattnar avrinningsområdet har biflödesordning 2, vilket innebär att vattnet flödar genom totalt 2 vattendrag innan det når havet efter 46 kilometer. Avrinningsområdet består mestadels av skog (78 procent) och jordbruk (12 procent). Avrinningsområdet har 0,11 kvadratkilometer vattenytor vilket ger det en sjöprocent på 9,3 procent.